# Hermosa (Čikago)
Hermosa (engl. Hermosa) je jedna od 77 gradskih oblasti u Čikagu. Ova oblast je severozapadno od centra gradu. Poznata je kao rodno mesto Volta Diznija. Danas je populacija ove oblasti uglavnom Hispanskog porekla. Naziv oblasti na Španskom jeziku znači lep.

## Istorija
Škoti su se doselili u ovu oblast u 1880-tih godina. Mesto se originalno zvalo Kelvin Grov. Železnička pruga imala stanicu ovde od 1886. Nemci i ljudi iz Skandinavije su se naselili krajem 19. veka. Tokom 1880-tih je metalna industrija počela da se razvija. Mesto je pripojeno Čikagu 1889. Populacija nije rasla brzo sve do 1907, kad su uvedene tramvajske linije. Nakon toga su prispeli Poljaci, Irci, i Italijani.
Posle 1960-te godine su počeli da se doseljavaju Hispanci, uglavnom Portorikanci i Meksikanci. Konzulat Hondurasa se nalazi ovde.

## Populacija
Demagrafski profil naselja:
- 1920: 15,152
- 1930: 23,518 (belci 99%)
- 1960: 21,429 (belci 99%)
- 1980: 19,547 (Hispanci 31%)
- 1990: 23,131 {Hispanci 68.8%)
- 2000: 26,908 (Hispanci 83.9%)